# Udo Remmes

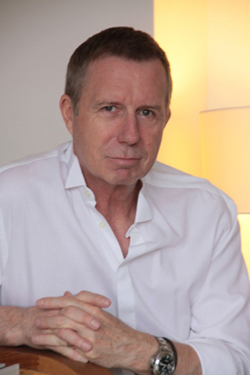
Karl Maria Udo Remmes (2012)

Karl Maria Udo Remmes (* 2. Juli 1954 in Tübingen; † 25. November 2014) war ein deutscher Fotograf und Arzt. Er wurde bekannt durch seine stilistisch neue Fotografie, vor allem Backstage-Fotografie im Bereich Oper, Ballett und Musical. Die Idee in Remmes’ Arbeiten war nicht die Dokumentation – er wollte den Moment einfangen, in dem die harte Arbeit der Schauspieler, Sänger und Tänzer in Kunst umschlägt.

## Werdegang
Er studierte zunächst Biologie und Medizin, promovierte 1984–1986 in Neuroradiologie und absolvierte eine Ausbildung zum Facharzt für Diagnostische Radiologie. Anschließend graduierte er in Professional Photography am New York Institute of Photography. 1995 wurde Remmes zum Fellow der Royal Society of Medicine ernannt, 2002 zum Fellow der Royal Society of Arts, beide mit Sitz in London.

## Fotografische Karriere
Im Jahr 2000 wurde die Universitäts- und Landesbibliothek Düsseldorf auf seine fotografische Arbeit aufmerksam. Die Ausstellung „Operaria“ zeigte ein Porträt des Backstage-Betriebes der Deutschen Oper am Rhein. Es folgten Aufnahmeserien an verschiedenen europäischen Opern- und Ballett-Bühnen wie beispielsweise dem Teatro Regio Turin, der Oper Graz, der English National Opera London, den Savonlinna-Opernfestspielen in Finnland. 2005 fotografierte er am Chang’an Grand Theater in Peking.
Im Jahr 2002 kaufte das Theatermuseum Düsseldorf 200 seiner Arbeiten und begründete damit die „Sammlung Remmes“.
Ebenfalls 2002 wurde er von der Royal Photographic Society zum Accredited Senior Imaging Scientist & Fellow ernannt (ASIS FRPS).
Im Rahmen der Weltausstellung EXPO 2010 in Shanghai repräsentierte Remmes künstlerische Fotografie aus Düsseldorf mit einer Ausstellung über die Schnittstelle zwischen Theaterarbeit und Bühnenkunst im Liu Haisu Art Museum Shanghai.

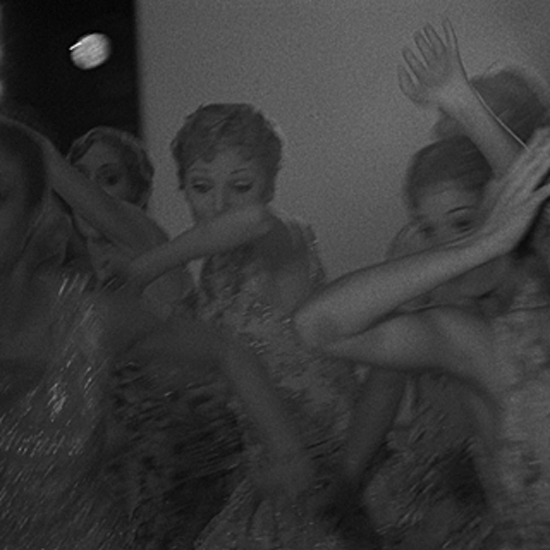
Udo Remmes, Behind the velvet curtain, 2002

## Fotografischer Stil
Remmes’ fotografischer Stil orientiert sich am Piktorialismus. Seine intrinsische Fotografie steht konträr zur Neuen Sachlichkeit der Düsseldorfer Becher-Schule. Udo Remmes bringt das Kunstwerk Theater, das im Augenblick seiner Entstehung auch wieder vergeht, nahe, ohne das Geheimnis zu verletzen. Udo Remmes’ Fotografien führen von den Werkstätten über die Garderoben und Hinterbühnen bis an die Rampe und vor den Vorhang. Sie zeigen die technischen Leistungen und die Anstrengungen aller Beteiligten, wenn das Theaterkunstwerk „über die Rampe“ zum Zuschauer gelangt. Sein Interesse gilt dabei nicht der Dokumentation. Udo Remmes hält Augenblicke fest, in denen Theaterarbeit in Theaterkunst umschlägt. Er lässt an Momenten von Konzentration und Versenkung, aber auch von Erschöpfung und Glück teilhaben, und zeigt die Theaterkunst als Ergebnis eines gestalteten Schöpfungsprozesses. Er bewahrt als Betrachter Distanz, und sein sensibler Blick hinter die Kulissen zerstört den Zauber des Theaters nicht, sondern steigert den Genuss daran. Der distanzierte Blick des Fotografen fängt auch die spannungsreichen Widersprüche einer Szenerie ein, ebenso wie der Blick des Theaterliebhabers, der um das empfindliche Gleichgewicht von Theaterarbeit und Theaterkunst weiß. Die Bilder erzählen die Geschichte der vielfach vertrauten Theaterabende neu, verführen zum genauen Hinschauen und lassen einen neuen Zugang zum Geheimnis Theater finden.

## Ausstellungen
- 2000 Operaria, Universitäts- u. Landesbibliothek Düsseldorf 2001 Gorgoneion, Pfalzbau Ludwigshafen / Kongresshaus Baden-Baden. Serenissima Serenata, Kosmas & Damian - In memoriam 9-11, Johannes-Kirche Düsseldorf.
- 2002 Behind the Velvet Curtain, 105. Deutscher Ärztetag Rostock.
- 2003 Operaria II, Leica-Gallery Tokio, Japan Theatermuseum Düsseldorf: Moments of Art / Collection „Remmes“. Behind the Velvet Curtain, Pontos de Vista, Portugal
- 2004 Operaria III, Schöneberger Rathaus Rathaus Schöneberg Berlin.
- 2005 Operaria III, Landesärztekammer Hannover. Augenblicke der Kunst, Goethe-Institut Peking/China He Xiangning Art Museum Shenzhen/China.
- 2006 Portraits der Schauspielerin Gudrun Landgrebe, Galerie Petra Lange Berlin.
- 2009 BlickWechsel oder Die Kunst des Zuschauens, Theatermuseum Düsseldorf, Royal Photographic Society, Ink Play - Play Ink, Theatermuseum Düsseldorf, Liu Haisu Museum Shanghai. Die Kunst des Zuschauens (The Art of Viewing), Park-Theater Iserlohn Royal Photographic Society.
- 2010 Zuschauerkunst, Theatermuseum Düsseldorf. Moments of Art III, Liu Haisu Art Museum Shanghai in the framework of Expo 2010 Shanghai representing the City of Düsseldorf.
- 2013 Gudrun Landgrebe – Rückblick, Theatermuseum Düsseldorf
- 2014/15 Round & About The Magic City - Miami, Rheinauhafen Köln
- 2015 Round & About The Magic City - Miami, Kulturkirche Köln
- 2016 Vor dem Vorhang, hinter den Kulissen - Lithografie trifft Fotografie: Honoré Daumier & K.M. Udo Remmes, Theatermuseum Düsseldorf
- 2017 Round & About The Magic City - Miami: Stadtsparkasse Düsseldorf, Altstadt
- 2019 Welcome to Miami: Fashion meets Photography, presented by stewardress & stephaniejancke.com, Düsseldorf